# Radostów (województwo świętokrzyskie)
Radostów – wieś w Polsce położona w województwie świętokrzyskim, w powiecie kieleckim, w gminie Raków.
| SIMC    | Nazwa                 | Rodzaj    |
| ------- | --------------------- | --------- |
| 0265827 | Radostowskie          | część wsi |
| 0265856 | Przedmieście-Radostów | część wsi |
| 0265862 | Rogatka               | część wsi |

W latach 1975–1998 miejscowość położona była w województwie kieleckim.

## Historia
W 1578 r. własność Stanisława Duczymińskiego herbu Rogala. Wieś miała 4 osadników, 1 łan, 6 zagrodników i jednego rzemieślnika.
W 1638 r. po zniesieniu pobliskiego zboru w Rakowie, do Radostowa przenieśli się Bracia polscy. Ich protektorką była Anna z Cikowskich Wilamowa herbu Radwan. Kaznodzieją w zborze był teolog ariański Andrzej Wiszowaty. Po śmierci protektorki w 1652 r. zbór został zniesiony przez jej zięcia, Piotra Sieniutę, byłego kalwinistę nawróconego na katolicyzm.
W XVIII w. Radostów był własnością Augusta Niemirycza, kasztelana połanieckiego. 
W 1827 r. Radostów miał 32 domy i 144 mieszkańców. W 1836 r. Józef Niemirycz w należącym do niego wtedy Radostowie założył kuźnicę. Kuźnica w 1875 r. wyprodukowała 500 pudów kutego żelaza. Znajdował się tu młyn wodny, cegielnia, pokłady torfu i tartak.